# جائزة كندا الكبرى 1992
جائزة كندا الكبرى 1992 هو سباق فورمولا 1 أقيم بتاريخ 14 يونيو 1992 في حلبة جيل فيلنوف، مونتريال، كيبك، كندا. كان السابع من أصل 16 في بطولة العالم لسباقات الفورمولا واحد موسم 1992. حلّ النمساوي غيرهارد بيرغر أولا بينما جاء الألماني مايكل شوماخر في المركز الثاني وحصل على المركز الثالث الفرنسي جان إليزي.